# Conus obscurus
Conus obscurus („dunkler Kegel“) ist der Artname einer Schnecke aus der Familie der Kegelschnecken (Gattung Conus), die im Indopazifik verbreitet ist und Fische frisst.

## Merkmale

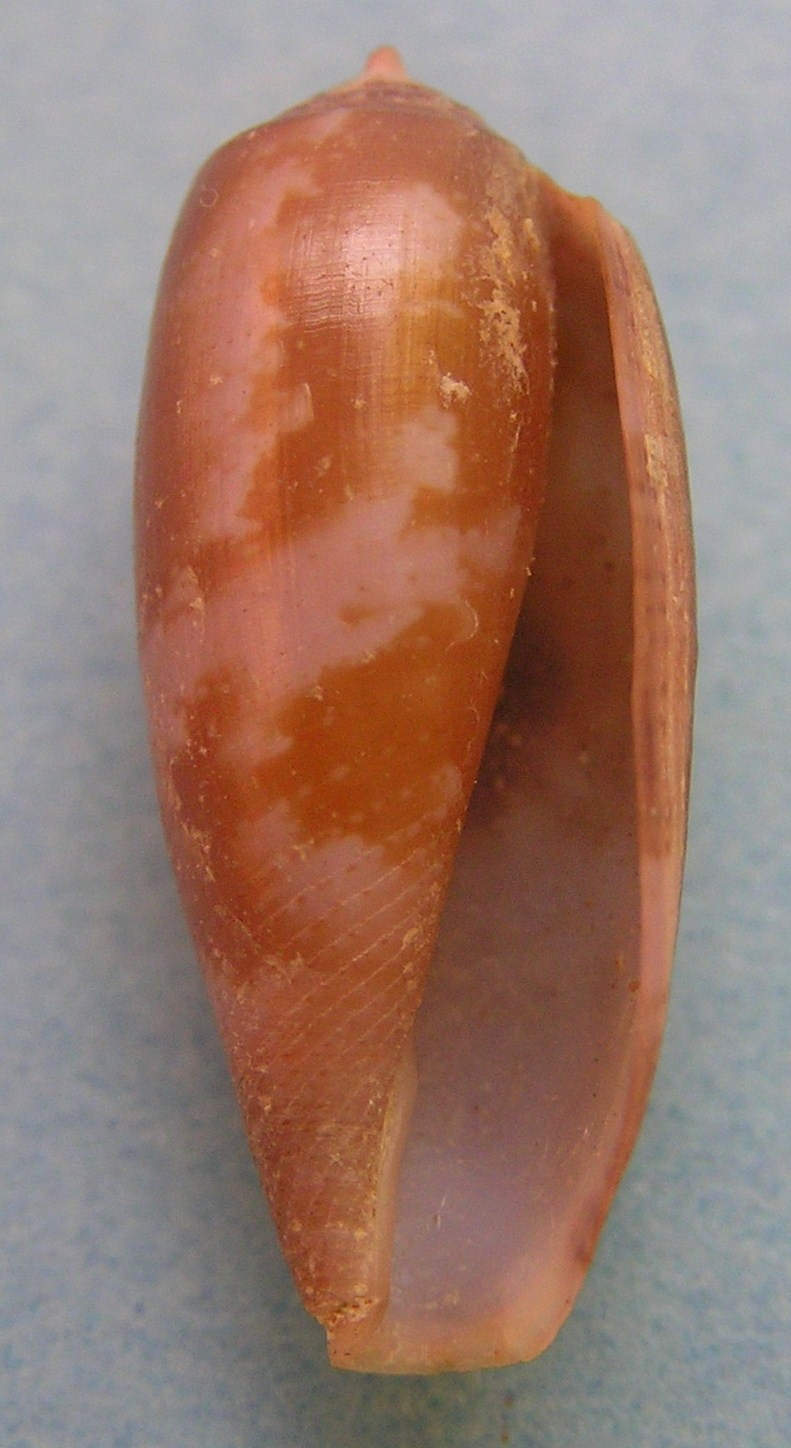
Ansicht des Gehäuses von Conus obscurus von der Gehäusemündung aus

Conus obscurus trägt ein mäßig kleines bis mittelgroßes, leichtes bis mäßig leichtes Schneckenhaus, das bei ausgewachsenen Schnecken 2,5 bis 4,5 cm Länge erreicht. Der Körperumgang ist zylindrisch bis schmal zylindrisch, der Umriss fast gerade, an der linken Seite im Viertel bis Drittel an der Basis leicht konkav. Die Gehäusemündung ist an der Basis breiter als neben der Schulter. Die Schulter ist gewinkelt. Das Gewinde ist meist mittelhoch, sein Umriss gerade oder leicht konkav. Der Protoconch hat 3 ¼ bis 4 Umgänge und misst maximal etwa 1 mm. Dies ersten 2 bis 4 Umgänge des Teleoconchs sind mit Tuberkeln besetzt. Die Nahtrampen des Teleoconchs sind flach bis leicht konkav mit 1 auf 4 bis 6 zunehmenden größeren spiraligen Rillen, manchmal bis 8 feineren Rillen, wobei die Skulpturierung an den späten Nahtrampen meist schwach ist. Der Körperumgang hat an der Basis einige schwache spiralige Rippen.
Der Körperumgang ist gräulich-blau bis violett. Von der Basis bis zur Schulter verlaufen wechselnd auffällige spiralige Reihen abwechselnd brauner und grauer Punkte und Striche. Braune Flammen, Wolken und Flecken sind meist in spiraligen Banden an der Schulter, direkt hinter der Mitte und innerhalb des Drittels an der Basis konzentriert. Die Umgänge des Protoconchs sind rot bis orange. Die Nahtrampen der ersten Umgänge des Teleoconchs sind grau, oft an beiden Rändern des ersten Umgangs dunkelbraun gepunktet und auf den folgenden Umgängen mit braunen radialen Linien und Streifen gezeichnet. Die Nahtrampen der späteren Umgänge sind bläulich-grau mit zusammenfließenden braunen radialen Flecken und oft vollständig braun überlagert. Die Gehäusemündung ist durchscheinend oder hat einen dünnen weißen Farbbelag.
Des sehr dünne, durchscheinende, glatte Periostracum ist gelb.
Die Oberseite des Fußes ist weiß bis rosa und dicht mit dunkelgelben bis rötlich-braunen Flecken bedeckt. Das Muster besteht aus in der Mitte aus unauffälligen Flecken und Längsbalken, während sich am Rand weiße Elemente vereinigen. Die Fußsohle ist rosa mit hellbraunen Flecken. Das Rostrum ist rosa mit dicht gedrängten braunen axial Streifen oder ganz braun. Die Fühler sind weiß und können braun gefleckt sein. Der Sipho ist weiß oder rosa mit dicht gedrängten rötlich-braunen Querstreifen auf darunter liegenden braunen Flecken oder ganz braun, die Spitze weiß mit rosafarbener oder gelber Kante.
Die mit einer Giftdrüse verbundenen Radulazähne haben in einer Reihe 2 kleine Widerhaken an der Spitze und gegenüberliegend einen dritten, langen Widerhaken mit einem wechselnd stark zugespitzten Hinterende. Eine Zähnelung und ein Sporn an der Basis fehlen.

## Verbreitung und Lebensraum
Conus obscurus ist im Indopazifik von der Küste Ostafrikas und KwaZulu-Natals bis nach Französisch-Polynesien und Hawaii verbreitet, fehlt aber im Roten Meer.
Er lebt in der Gezeitenzone, häufiger aber darunter bis in Meerestiefen unter 40 m, oft an Korallenriffen, auf Korallengeröll zwischen Seegras und auf Sandflächen, aber auch auf Felsflächen in der Brandung.

## Entwicklungszyklus
Wie alle Kegelschnecken ist Conus obscurus getrenntgeschlechtlich, und das Männchen begattet das Weibchen mit seinem Penis. Das Weibchen legt Eikapseln mit zahlreichen Eiern ab. Die darin befindlichen Eier sind in Hawaii etwa 147 µm groß, woraus geschlossen wird, dass die Veliger-Larven mindestens 28 Tage lang frei schwimmen, bevor sie niedersinken und zu kriechenden Schnecken metamorphosieren.

## Nahrung
Conus obscurus ernährt sich von Fischen, die durch einmaliges Zustechen mit dem Giftzahn getötet werden und an der Harpune hängen bleiben. Das Gift wirkt bei Fischen in Sekundenschnelle und führt bei Menschen zu Verletzungen ähnlich einem Bienenstich. Die Beute wird innerhalb weniger Sekunden verschluckt. Conus obscurus ist die kleinste Art der fischfressenden Untergattung Gastridium.